# Винковци
Ви́нковци (хорв. Vinkovci), также Винковцы — город в Хорватии, в восточной части страны, на реке Босут. Крупнейший город жупании Вуковарско-Сриемска. Население — 33 239 человек (2001).

## Общие сведения
Винковци расположен в центре плодородного равнинного региона Славония — Срем на востоке Хорватии, ограниченного Савой с юга, Дравой с севера и Дунаем с востока. В 20 километрах к востоку расположен город Вуковар, в 25 километрах к югу — Жупаня, в 30 километрах к западу — Джяково и в 35 километрах к северу — Осиек.
Винковци — крупнейший транспортный узел востока Хорватии. Через него проходит шоссе Вуковар — Жупаня — Сараево, автодороги ведут из города также в Джяково, Осиек и Сремску-Митровицу. Город стоит на железнодорожной магистрали Загреб — Белград, кроме того, Винковци связан с железными дорогами с Осиеком, Вуковаром и Сараево.
Основу экономики города составляют торговля, транспорт, пищевая и текстильная промышленность, переработка леса.

## История
Поселение на месте нынешнего города было основано римлянами и в годы империи было известно как Aurelia Cibales. В нём родились два римских императора — Валентиниан I и Валент.
Во время турецкого нашествия XVI века было полностью уничтожено. После отвоевания Габсбургами Славонии у турок в начале XVII века поселение было вновь основано, уже под именем Винковци.
Город быстро развивался, в 1772 году была основана грамматическая школа, в том же году закончено строительство барочной церкви святого Иоанна Непомуцкого. В 1794 году построена церковь Сошествия Святого Духа.
В 1920 году город вошёл в состав Королевства сербов, хорватов и словенцев, впоследствии Югославии. С 1991 года — в составе независимой Хорватии.
В ходе войны, которая началась сразу за провозглашением независимости Хорватии в 1991 году, в восточных окрестностях города шли жестокие бои между частями Югославской народной армии (ЮНА) и хорватскими воинскими формированиями. 24 сентября 1991 года город подвергся авиаудару со стороны ЮНА, в результате которого был повреждён католический приходской дом. На следующий день, в отместку, православная церковь Сошествия Святого Духа была разграблена и снесена до основания. На месте храма была устроена автостоянка. После окончания войны началось восстановление, к настоящему времени практически завершено, в частности церковь Сошествия Святого Духа была восстановлена в 2007—2012 годах.
В 1970 году в городе проходил сильный по составу международный шахматный турнир. Первое место занял Бент Ларсен.

## Древнейший календарь
Близ города Винковци на керамическом сосуде вучедольской культуры был обнаружен самый древний индоевропейский календарь Ориона.